# 埃爾巴 (紐約州村)
埃爾巴（英語：Elba）是位於美國紐約州傑納西縣的村。

## 人口
根據2020年美國人口普查的數據，埃爾巴的面積為2.63平方千米，皆為陸地。當地共有人口558人，而人口密度為每平方千米212人。